# Scarlett Byrne
Scarlett Hannah Byrne Hefner (Londra, 6 ottobre 1990) è un'attrice britannica.

## Biografia
La sua notorietà è iniziata con l'interpretazione di Pansy Parkinson nella serie di film Harry Potter. Nel 2012 prende parte al film Lake Placid 4 - Capitolo finale, l'ultimo film della saga, recitando una piccola parte. A partire dal 2014 diventa un membro del cast principale della serie Falling Skies, interpretando la parte di Lexi Mason, ricoprendo il ruolo fino al 2015. Dal 2015 al 2016 recita nella settima stagione della serie televisiva The Vampire Diaries, interpretando il ruolo di Nora Hildegard.

## Filmografia

### Cinema
- Harry Potter e il principe mezzosangue (Harry Potter and the Half-Blood Prince), regia di David Yates (2009)
- Harry Potter e i Doni della Morte - Parte 1 (Harry Potter and the Deathly Hallows Part I), regia di David Yates (2010)
- Harry Potter e i Doni della Morte - Parte 2 (Harry Potter and the Deathly Hallows Part II), regia di David Yates (2011)
- Skybound, regia di Alex Tavakoli (2016)

### Televisione
- Doctors - serie TV, episodio 10x92 (2008)
- Lake Placid 4 - Capitolo Finale (Lake Placid: The Final Chapter), regia di Don Michael Paul - film TV (2012)
- Falling Skies - serie TV, 13 episodi (2014–2015)
- Rituali pericolosi (Sorority Murder), regia di Jesse James Miller - film TV (2015)
- The Vampire Diaries - serie TV, 16 episodi (2015-2016)
- Mary + Jane - serie TV, episodi 1x4 (2016)

### Cortometraggi
- CryBaby, regia di Asier Newman (2005)
- Lashes, regia di Christine Sherwood (2014)
- Stick and Poke, regia di Susan Landau Finch (2018)

## Doppiatrici italiane
Nelle versioni in italiano dei suoi film, Scarlett Byrne è stata doppiata da:
- Francesca Rinaldi in Harry Potter e il principe mezzo sangue, Harry Potter e i doni della morte parte 2
- Eva Padoan in Lake Placid 4 - Capitolo finale
- Giulia Catania in The Vampire Diaries
- Valentina Stredini in Falling Skies